# Jacob P. Den Hartog
Jacob Pieter Den Hartog, genannt Jaapie,  (* 23. Juli 1901 in Ambarawa auf Java, damals Niederländisch-Ostindien; † 17. März 1989) war ein niederländisch-US-amerikanischer Ingenieurwissenschaftler für Mechanik. Er war Professor am Massachusetts Institute of Technology (MIT).

## Leben
Den Hartog wuchs zunächst in Java auf, wo sein Vater Lehrer war.  Dieser wurde wegen radikaler Ansichten – unter anderem war er in der Dreyfuß-Affäre auf Seiten von dessen Verteidigern – wurde er in Amsterdam aus dem Schuldienst entlassen. 
Er kehrte 1916 in die Niederlande zurück, ging in Amsterdam zur Schule und studierte ab 1919 an der TU Delft Elektrotechnik, mit dem Abschluss 1924. Danach wanderte er in die USA aus, wo er bei Westinghouse Electric als Elektroingenieur arbeitete und dort unter den Einfluss von Stepan Tymoschenko kam, der ihn als Assistent annahm und eine Reihe von elektrischen und mechanischen Schwingungsproblemen bearbeiten ließ. Gleichzeitig besuchte er abends Mathematikkurse an der University of Pittsburgh, an der er 1929 promoviert wurde. Er veröffentlichte aber schon zuvor eine Reihe von wissenschaftlichen Arbeiten, die aus den praktischen Problemen entstanden, mit denen er bei Westinghouse konfrontiert war. Bei der Neuorganisation des Labors 1930 wurde er Leiter der Dynamik-Abteilung. 1931 war er während eines Sabbatjahrs ein Jahr in Göttingen im Labor von Ludwig Prandtl (dessen Mitarbeiter Oskar Karl Gustav Tietjens war zuvor bei Westinghouse und Den Hartog hatte dessen auf Prandtls Vorlesungen beruhendes Hydrodynamik Lehrbuch übersetzt). 1932 wurde er Professor für Angewandte Mechanik an der Harvard University. Während seiner Zeit in Harvard war er an der Organisation des International Congress of Applied Mechanics 1938 in Cambridge (Massachusetts) beteiligt und lehrte regelmäßig an den Sommer-Akademien für Mechanik, die Stephen Timoshenko an der University of Michigan organisierte. Im Zweiten Weltkrieg meldete er sich freiwillig zur US-Navy und diente als Offizier zunächst im Taylor Model Basin in Bethesda (Maryland) und dann im Bureau of Ships in Washington D. C., wobei er mit der Behandlung von Schwingungsproblemen im Schiffbau beschäftigt war. Ab 1943 hatte er den Rang eines Commanders und 1945 eines Captain. 1944/45 war er Teil einer technischen Kommission, die in England, Frankreich, Belgien, den Niederlanden (er war am Victory Day in Amsterdam), Dänemark und Deutschland den vorrückenden Truppen folgte. Ab 1945 war er Professor (Mechanical Engineering) am MIT. Neben seiner Arbeit als Hochschullehrer war er auch ein viel gefragter beratender Ingenieur und gab Sommerkurse über Schwingungen für Ingenieure aus der Industrie. 1954 bis 1958 leitete er die Abteilung Mechanical Engineering.
Den Hartog galt in den USA seit den 1920er Jahren als Experte für mechanische Schwingungen, über die er 1934 ein bekanntes Lehrbuch schrieb. Das klassische Lehrbuch stammte von dem Physiker John William Strutt, 3. Baron Rayleigh, und die Theorie war damals unter Ingenieuren wenig bekannt. In seinem Buch Mechanical Vibrations ging Den Hartog besonders auf Maschinenschwingungen ein.
1972 erhielt er die Timoschenko-Medaille. Er war Mitglied der National Academy of Sciences, der American Academy of Arts and Sciences (1934), der National Academy of Engineering und der Königlich Niederländischen Akademie der Wissenschaften. Das MIT-Department für Mechanical Engineering vergibt einen Den Hartog Preis für herausragende Lehre. 1981 erhielt er die James-Watt-Medaille und 1982 den japanischen Orden der Aufgehenden Sonne. Er erhielt die Trente-Crede Medal der Acoustical Society of America. Den Hartog war mehrfacher Ehrendoktor (Carnegie Institute of Technology, Salford University, TU Delft, Newcastle-upon-Tyne, Gent).
Zu seinen Doktoranden zählt Stephen H. Crandall.
Seit 1926 war er mit Elisabeth F. Stolker verheiratet.

## Schriften
- Mechanical Vibrations, McGraw Hill 1934, 1940, 1947, 1962
  - Mechanische Schwingungen, Springer Verlag 1952 (nach der 3. Auflage übersetzt, es erschien auch schon eine deutsche Übersetzung der Ersten Auflage 1936 bei Springer)
- Mechanics, McGraw Hill 1948, Reprint Dover
- Strength of Materials, McGraw Hill 1949, Reprint Dover
- Advanced Strength of Materials, McGraw Hill 1952, Reprint Dover